# Rulyrana flavopunctata
Rulyrana flavopunctata es una especie de anfibio anuro de la familia de las ranas de cristal (Centrolenidae). Se distribuye por las vertientes amazónicas de Ecuador y Colombia entre los 700 y los 1800 m de altitud.